# Charaxes iocaste
Charaxes iocaste är en fjärilsart som beskrevs av Butler 1865. Charaxes iocaste ingår i släktet Charaxes och familjen praktfjärilar. Inga underarter finns listade i Catalogue of Life.